# كأس الاتحاد السعودي للسيدات
كأس الاتحاد السعودي للسيدات، هي بطولة الكأس السنوية الأعلى للأندية النسائية في كرة القدم السعودية. تم إنشاؤه وإدارته من قبل الاتحاد السعودي لكرة القدم في عام 2023.

## التاريخ
أشار مدير الكرة النسائية إلى أن استضافة كأس السعودية للسيدات يمثل خطوة مهمة في خطط تطوير كرة القدم النسائية. وتعتبر زيادة عدد المباريات خلال الموسم أحد الأهداف الإستراتيجية التي تهدف إلى تعزيز المهارات الفنية للاعبين وتعزيز القدرة التنافسية بين الفرق.
في 31 مايو 2024، جدد الاتحاد السعودي لكرة القدم اتفاقية الشراكة الحصرية مع البنك الوطني السعودي لمدة 3 سنوات لرعاية الدوري السعودي الممتاز للسيدات وأيضاً كأس الاتحاد السعودي لكرة القدم للسيدات.

## قائمة النهائيات
| عام البطولة | البطل  | النتيجة | الوصيف   | المكان                     |
| ----------- | ------ | ------- | -------- | -------------------------- |
| 2023–24     | الأهلي | 3–2     | الشباب   | ملعب المملكة أرينا، الرياض |
| 2024–25     | الأهلي | 2–1     | القادسية | ملعب المملكة أرينا، الرياض |